# Колчедан (село)
Колчеда́н (рос. Колчедан) — село у складі Каменського міського округу Свердловської області Росії.

## Клімат
Клімат села помірно-континентальний. Опадів більше випадає влітку і на початку осені. У рік випадає близько 464 мм опадів.
Середньорічна температура становить +2,3 °C. Найпрохолодніший місяць січень, з середньою температурою -15,3 °C, найтепліший — липень, з середньою температурою +19,2 °C. 
| Кліматограма села Колчедан                                                                     | Кліматограма села Колчедан | Кліматограма села Колчедан | Кліматограма села Колчедан | Кліматограма села Колчедан | Кліматограма села Колчедан | Кліматограма села Колчедан | Кліматограма села Колчедан | Кліматограма села Колчедан | Кліматограма села Колчедан | Кліматограма села Колчедан | Кліматограма села Колчедан |
| ---------------------------------------------------------------------------------------------- | -------------------------- | -------------------------- | -------------------------- | -------------------------- | -------------------------- | -------------------------- | -------------------------- | -------------------------- | -------------------------- | -------------------------- | -------------------------- |
| С                                                                                              | Л                          | Б                          | К                          | Т                          | Ч                          | Л                          | С                          | В                          | Ж                          | Л                          | Г                          |
| 21 −12 −19                                                                                     | 16 −9 −18                  | 14 −1 −11                  | 26 10 0                    | 42 18 6                    | 64 23 11                   | 86 25 14                   | 58 22 11                   | 47 16 6                    | 38 6 −1                    | 28 −3 −10                  | 24 −9 −15                  |
| Середня макс. і мін. температури повітря (°C) Атмосферні опади (мм), за рік : 464 мм. Джерело: |                            |                            |                            |                            |                            |                            |                            |                            |                            |                            |                            |

## Населення
Станом на 2010 рік чисельність населення села — 2318 осіб.
| 1869  | 1904   | 1926   | 2002   | 2010   |
| ▬ 605 | ▲ 1081 | ▲ 1460 | ▲ 2463 | ▼ 2318 |

Національний склад станом на 2002 рік: росіяни — 96 %.